# 死亡空间：重制版
《死亡空间》（又译作）是由Motive工作室开发，EA发行的生存恐怖游戏，于2023年1月27日登陆PlayStation 5、Windows与Xbox Series X/S平台。本作是2008年Visceral Games开发的系列首作的重制版，也是系列自2013年的《絕命異次元3》以来沉寂多年后的首部新作。

## 操作
重制版针对原版游戏的操作进行了不少更动，游戏主人公艾萨克·克拉克不同于原版的沉默主人公之设定，这次为他加入大量对话内容。此外，重制版对原版中拥有的语音和对话内容也进行了调整，得以让艾萨克参与各个环节的角色讨论，有时甚至能反驳其他角色。重制版还具有更甚原版的血腥内容，引入了一种“剥皮”机制（Peeling System），让玩家可以在游戏中撕裂且摧毁尸变体的身体或是一部分。游戏中包含各种适合于断肢的武器，而一些更适合于彻底摧毁敌人的身体。重制版同时改善原版中拥有的零重力空间移动，借鉴于《死亡空间2》和《死亡空间3》的设定，让艾萨克靠战服上的推进器进行自由移动，而并非像原版中只能靠重力靴进行零重力跳跃。
重制版维持着原有的战服和武器，但各种武器这次能随着游戏进度的深入而获得，并非像原版中必须要沿路获得蓝图且在商店中进行购买。与原作相同，玩家能靠各处获得的能量节点（Power Nodes）、并利用设置在船各处的工作台（Working Bench）来升级装备和武器。但不同于原版的是，玩家必须在船的各处寻找不同的部件蓝图或武器部件来对武器进行全面升级，而各种部件能为武器本身提高性能。
不同于原作，重制版采用开放式地图，并加入可选择的支线任务，带玩家深入更多隐藏剧情。另外，游戏不采用原作中的通关方式，这次并非只能靠联通舰船各处的通车系统（Tram System）通关，而是能随着每个章节进度的完成而结束关卡。每个区域也会随着剧情的进度解锁，玩家能靠一系列全新通道进入不同区域。而各个区域的通车月台会在游戏一开始处于封锁，玩家同时必须靠自己解除封锁、得以再次靠通车来访该区域。。另外，游戏同时增添不同于原作的开门解锁机制，一种是以重新调配不同电源系统（例如在灯光或生命保障系统之间二选一），另一种是以各种级别的安全许可进行开启；当中包含一些弹药和资源补给点，不再像原作一样必须靠能量节点进行开启。
此次重制版也加入隱藏結局，但需要玩家遊玩二周目模式，並找到所有關鍵線索道具才會看到隱藏結局（玩家無法在第一次遊玩時找到所有的關鍵線索道具）。

## 剧情

### 简介
重制版的剧情与原版基本相同，故事发生在26世纪，主角是工程师艾萨克·克拉克，跟随同伴前往「圣盾七号星系」（Aegis Ⅶ）调查发出遇难信号的巨大采矿星舰「石村号」（USG Ishimura）。但一行人在飞船上遭到不明外星生物「尸变体」的袭击而分散，艾萨克只能独自求生、修复舰船遭破坏的系统，同時寻找失踪的女友妮可·布伦南，并探索石村号与尸变体的背后的谜团。比起原版游戏，重制版拥有更多对于宗教团体「统一教」（Unitology）的深入描写，例如在原版续作中才出现的「聚合」（Convergence）现象在本作中就被提及，另外包括在原版中不存在、关于主人公艾萨克与统一教不为人知的联系。最后包含一段只会在二周目模式出现的隐藏结局，而结局会与《死亡空间2》剧情产生联系。

### 人物
重制版的人物与设定也与原版基本相同，但在性格刻画、以及在剧情方面的辅助作用上加入一些扩充与修改。除了主人公艾萨克以外，其他要角包括一同参与石村號维修任务的凯里昂号船员：电脑专家坎德拉·丹尼尔斯（Kendra Daniels）、保全主管柴克·哈蒙德（Zach Hammond）与其麾下的两名保全兼驾驶员海莉·约翰斯顿和奥尔登·陈（Cpls. Hailey Johnston and Aiden Chen）。而石村號上的人物包括艾萨克的女友兼医疗官妮可·布伦南（Nicole Brennan），已故的石村號舰长本杰明·马赛亚斯（Capt. Benjamin Mathius）；大部分时间是以全息投影或录音日志的形式出现。其他幸存者包括石村號园艺学家伊丽莎白·克罗斯（Dr. Elizabeth Cross）、与其男友兼代理主工程师的雅各布·譚波（Jacob Temple）；克罗斯在原版中作为仅以录音日志形式出现的次要角色，她在此作中拥有更多辅助戏份。其他要角包括首席科学官泰伦斯·凯恩（Dr. Terrance Kyne），以及作为游戏主要反派的疯狂科学家查莱斯·莫瑟（Dr. Challus Mercer）。此外，本作同时与原版游戏的前传动画电影《絕命異次元：坍塌》颇有联系，一部分来自电影中的角色均在录音或文字日志中提及，例如保全队长艾丽莎·文森（Alissa Vincent）、怀特大副（First Officer White）、切克二副（2nd Officer Chic）。

## 开发
游戏业记者杰夫·格鲁布（Jeff Grubb）在2021年7月1日爆料了死亡空间初代重制版正在由Motive开发。他认为重生的单机大作《星战绝地：陨落的武士团》以及卡普空的《生化危機2》、《生化危机3》重制版的商业成功是推动EA决定重制死亡空间的重要原因。
本作使用EA自有的寒霜引擎开发，Motive Studios曾用它来开发《星球大战：》和《星球大战：前线II》的单人战役。游戏将保留原版的故事和结构，但重新设计了资源、角色模型和环境。开发人员计划利用第九代游戏机固态硬盘的优势，将游戏以没有加载画面的形式呈现。原版游戏中由于技术限制而被删减的内容也可能重新添加。 游戏将不含任何微交易内容。系列前作《死亡空间3》就曾因微交易收获大量负面评价。
本作艺术总监麦克·亚兹詹（Mike Yazijan）曾在EA蒙特利尔担任艺术总监，协助Visceral Games开发了《死亡空间2》。

## 市场营销
本作于2021年7月22日的EA Play Live活动上公布并放出先导预告，计划2022年末发售。2022年3月1日宣布跳票至2023年初。